# 1679
1679 (MDCLXXIX) byl rok, který dle gregoriánského kalendáře započal nedělí.

## Události
- Velká epidemie moru ve Vídni
- Vynalezení binární soustavy.
- francouzský fyzik Denis Papin zkonstruoval Papinův hrnec, hermeticky uzavřenou nádobu, v níž se kapalina vaří při vyšším tlaku a při vyšší teplotě. Tlakového hrnce se používá v našich kuchyních dodnes.
- benediktinský mnich Dom Pérignon objevuje v klášteře v Hautvilliersu tajemství přípravy šampaňského
- byla dokončena (se všemi 44 kaplemi) poutní cesta z Prahy do Staré Boleslavi
- zahájení výuky práva na Olomoucké univerzitě
- Ukončena Skånská válka mezi Dánskem a Švédskem, jejíž výsledek v podstatě znamenal potvrzení uspořádání poměrů mezi oběma zeměmi v okamžiku jejího vypuknutí (1675)

### Probíhající události
- 1652–1689 – Rusko-čchingská válka
- 1674–1679 – Skånská válka

## Narození
Česko
- 16. dubna – Jan Jiří Ignác Středovský, katolický kněz a historik († 18. srpna 1713)
- 16. října – pokřtěn Jan Dismas Zelenka, český skladatel († 23. prosince 1745)
- 30. listopadu – Ondřej Filip Quitainer, český sochař a řezbář († 2. července 1729)

Svět
- 5. ledna – Pietro Filippo Scarlatti, italský barokní skladatel († 22. února 1750)
- 24. ledna – Christian Wolff, německý filozof († 9. května 1754)
- 28. ledna – Karel Vilém Bádensko-Durlašský, bádensko-durlašský markrabě († 12. května 1738)
- 27. března – Domenico Lalli, italský básník a operní libretista († 9. října 1741)
- 7. srpna – Franz Anton Kuen, rakouský sochař († 17. srpna 1742)
- 11. září
  - Leopold Josef Lotrinský, lotrinský vévoda († 27. března 1729)
  - Thomas Parnell, irský básník († 24. října 1718)
- 24. prosince – Domenico Natale Sarro, italský hudební skladatel († 26. dubna 1744)

## Úmrtí
Česko
- 6. srpna – Jan Špork, generál jezdectva habsburských vojsk (* 6. ledna 1600)
- ? – Václav František Kocmánek, český spisovatel (* 1607)

Svět
- 3. února – pohřben Jan Steen, holandský malíř (* 1626)
- 5. února – Joost van den Vondel, nizozemský dramatik a spisovatel (* 17. listopadu 1587)
- 18. února – Anne Conwayová, anglická filosofka (* 14. prosince 1631)
- 17. dubna – Jan van Kessel starší, vlámský malíř (* 5. dubna 1626)
- 18. dubna – Christian Hoffmann von Hoffmannswaldau, německý básník, epigramatik a politik (* 25. prosince 1616)
- 26. května – Ferdinand Maria Bavorský, bavorský kurfiřt (* 31. října 1636)
- 14. července – Giovanni Domenico Orsi, italský architekt (* 1634)
- 22. srpna – Jan Wall, anglický římskokatolický kněz, mučedník a světec (* 1620)
- 24. srpna – Jean-François Paul de Gondi, kardinál, pařížský arcibiskup (* 20. září 1613)
- 27. srpna – David Lewis, velšský katolický jezuitský kněz, světec a mučedník (* ? 1616)
- 17. září – Juan José de Austria, levoboček španělského krále Filipa IV. a nizozemský místodržitel (* 7. dubna 1629)
- září – John Mayow, anglický chemik a fyzik (* 24. května 1643)
- 24. listopadu – Giovanni Felice Sances, italský hudební skladatel (* 1600)
- 4. prosince – Thomas Hobbes, anglický filozof (* 5. dubna 1588)
- 10. prosince – Francesco Barberini, italský katolický kardinál (* 23. září 1597)
- 18. prosince – Jan Fridrich Brunšvicko-Lüneburský, brunšvicko-calenberský vévoda (* 25. dubna 1625)
- 20. prosince – Jan Mořic Nasavsko-Siegenský, nasavsko-siegenský kníže (* 17. června 1604)
- 24. prosince – Domenico Natale Sarro, italský hudební skladatel (* 26. dubna 1744)
- 31. prosince – Giovanni Alfonso Borelli, italský fyziolog, fyzik, astronom a matematik (* 28. ledna 1608)

## Hlavy států
- Anglie – Karel II. (1660–1685)
- Francie – Ludvík XIV. (1643–1715)
- Habsburská monarchie – Leopold I. (1657–1705)
- Osmanská říše – Mehmed IV. (1648–1687)
- Polsko-litevská unie – Jan III. Sobieski (1674–1696)
- Rusko – Fjodor III. (1676–1682)
- Španělsko – Karel II. (1665–1700)
- Švédsko – Karel XI. (1660–1697)
- Papež – Inocenc XI. (1676–1689)
- Perská říše – Safí II.